# Luciana Savignano
Luciana Savignano (Milano, 30 novembre 1943) è una ballerina italiana.

## Biografia
Ètoile del Teatro alla Scala di Milano e del Ballet du XXe siècle di Maurice Béjart, applaudita dalla critica internazionale, Luciana Savignano si forma presso la Scuola di ballo del Teatro alla Scala di Milano dove viene ammessa nel 1953. Dopo il diploma, avvenuto nel 1961, considerata un elemento promettente del corpo di ballo, nel 1963 viene inviata dalla Scala, insieme ad altre quattro ragazze, tra cui Liliana Cosi, al Teatro Bol'šoj di Mosca, per frequentare un corso di perfezionamento; al rientro entra a far parte del corpo di ballo del Teatro alla Scala. La sua prima importante affermazione si ha nel 1968 quando Mario Pistoni la sceglie come protagonista del suo balletto Il mandarino meraviglioso, su musica di Béla Bartók..
Nel 1972 è nominata prima ballerina alla Scala  e tre anni dopo, nel 1975, étoile. Nel 1973 inizia la sua collaborazione con Maurice Béjart che la invita nella sua compagnia, Ballet du XXe siècle, dove interpreta la Nona sinfonia, Ce que l'amour me dit con Jorge Donn, Romeo e Giulietta, Bakti, esibendosi contemporaneamente alla Scala in balletti di repertorio come Il lago dei cigni e Giselle, in creazioni come La bisbetica domata e Cenerentola, e in altri brani di Béjart come Leda e il cigno e Boléro
Nel 1994 Maurice Béjart la fa danzare ne La voce tratta da La Voix humaine di Jean Cocteau e contemporaneamente si esibisce nella realizzazione dei Carmina Burana (Orff) e nel balletto Orpheus di Stravinskij. Importanti, inoltre, le collaborazioni con il coreografo Micha van Hoecke realizzate al Teatro alla Scala di Milano e al Ravenna Festival.
Dal 1995 collabora con la coreografa Susanna Beltrami con la quale fonda nel 1998 la Compagnia Pier Lombardo Danza (oggi: Compagnia Susanna Beltrami). Dal sodalizio con la Beltrami viene prodotto anche lo spettacolo
"Ukiyo-E - il fluire di una stella" eseguito in diversi teatri italiani. Nel 2009 è uno dei giudici del talent show di Rai 2 Italian Academy 2.
Nella stagione 2010-2011 interpreta il ruolo della Regina Thalassa nel balletto Shéhérazade di Rimskij-Korsakov con le coreografie di Fredy Franzutti, di cui danza anche Le ultime parole di Cristo (Mercadante); nel settembre 2012 interpreta il ruolo di Don Juan nell'omonimo spettacolo del coreografo Massimo Moricone al Teatrino di Corte del Palazzo Reale (produzione del Teatro San Carlo di Napoli).
Luciana Savignano è impegnata anche nel sociale, come testimonial a titolo gratuito delle associazioni italiane confederate per la malattia di Parkinson.
Nel 2006 la giornalista Valeria Crippa dedica a Luciana il libro "Anomalia di una Stella" (2006): una testimonianza della vita artistica dell'etoile; corredata da fotografie della sua carriera, l'esposizione prende spunto dall'interpretazione dei "tarocchi" in rapporto alle caratteristiche personali e professionali dell'artista.(Edito da Rizzoli)
Nel 2016 è invece pubblicata la sua biografia: Luciana Savignano, l'eleganza interiore (Edizioni Gremese), analisi del percorso storico e artistico della danzatrice, scritta dal danzatore e scrittore Emanuele Burrafato, autore che ha anche redatto su di lei un saggio scientifico per la rivista Biblioteca Teatrale (BT n. 30, 2021, Bulzoni Editore).
Del 2019 è il libro Conversazioni private con Cristiano Cassani e curato da Olga Karasso, Edizioni del Foglio Clandestino.
Ultima testimonianza fotografica della Savignano, il libro "Dedicato" di Angelo Redaelli (edizioni Anthelios, 2021).
Le Arti, coreutica e fotografica, trovano una simbiosi unica e significativa delle sensibilità dei protagonisti, privilegiando il percorso artistico con la coreografa Beltrami.

## Onorificenze
Cavaliere della Repubblica Italiana - 1980

## Premi
- Premio Positano Léonide Massine[15]
- 2019 Premio alla carriera - Festival della Danza d’autore – Corpi in movimento[16].
- 2020 Premio Lo Schiaccianoci d’Oro - IV Edizione[17].